# Lenomyrmex foveolatus
Lenomyrmex foveolatus  (лат.) — вид мелких муравьёв (Formicidae) рода Lenomyrmex из подсемейства Myrmicinae.

## Распространение
Южная Америка: Колумбия (типовая серия, Departamento del Valle, Darién, middle Río Calima basin) и северо-западный Эквадор (провинция Эсмеральдас; 4 км ю.-з. от Alto Tambo; GPS: 0.912306, -78.583528), тихоокеанские склоны Кордильер (Evergreen Foothill Forests).

## Описание
Мелкие муравьи (длина от 4,31 до 5,19 мм) чёрного цвета. Длина головы рабочих HL 0,81—0,90 мм; ширина головы HW 0,73—0,83 мм; длина мандибул ML 0,42—0,47 мм; длина скапуса усиков SL 0,61—0,73 мм; длина глаз EL 0,17—0,20 мм; длина груди WL 1,06—1,42 мм; длина петиоля PL 0,65—0,73 мм; ширина петиоля PW 0,21—0,23 мм; длина постпетиоля PPL 0,29—0,35 мм; ширина постпетиоля PPW 0,25—0,35 мм. Мандибулы вытянутые, гладкие с многочисленными микрозубчиками. Усики 11-члениковые, усиковых бороздок нет. Сложные фасеточные глаза крупные и состоят из 7—9 фасеток в самом длинном ряду. Заднегрудка без шипиков. Стебелёк между грудкой и брюшком состоит из двух члеников: петиолюса и постпетиолюса (последний четко отделен от брюшка), жало развито. Петиоль с длинным стебельком и без развитого узелка.

## Систематика
Вид Lenomyrmex foveolatus близок к Lenomyrmex inusitatus, от которого отличается отсутствием проподеальных шипиков, а от всех других видов своего рода гладкой и блестящей грудкой.